# Eric Gales
Eric Gales (Memphis, 29 ottobre 1974) è un cantante e chitarrista statunitense.

## Biografia
Gales ha iniziato a suonare la chitarra all'età di quattro anni. I suoi fratelli, Eugene e Manuel, gli hanno insegnato fin da bambino a suonare con la chitarra canzoni e fraseggi nello stile di Jimi Hendrix, Albert King, B.B. King e altri. Nel 1985 il giovane Gales inizia a suonare in occasione di concorsi blues accompagnato al basso dal fratello Eugene. Sebbene Gales suoni in modo mancino una chitarra per destrimani capovolta (con la corda più grave verso il basso), non è istintivamente mancino, ma ha imparato ad esserlo dal fratello.
Negli ultimi mesi del 1990 i due fratelli firmano con la Elektra Records e, insieme al batterista Hubert Crawford, pubblicano gli album The Eric Gales Band (1991) e Picture of a Thousand Faces (1993).

## Discografia

### Solista

#### Album in studio
- 1991 - The Eric Gales Band[1] (Elektra Records)
- 1993 - Picture of a Thousand Faces[1] (Elektra Records)
- 2001 - That's What I Am (MCA Records)
- 2006 - Crystal Vision (Shrapnel Records)
- 2007 - The Psychedelic Underground (Shrapnel Records)
- 2008 - The Story of My Life (Blues Bureau International)
- 2010 - Relentless (Blues Bureau International)
- 2011 - Transformation (Blues Bureau International)
- 2013 - Ghost Notes[2] (Tone Center Records)
- 2014 - Good for Sumthin (Cleopatra Records)
- 2016 - A Night on the Sunset Strip (Cleopatra Records)
- 2017 - Middle of the Road (Provogue/Mascot)
- 2019 - The Bookends (Provogue/Mascot)
- 2022 - Crown (Provogue/Mascot)

#### Album dal vivo
- 2012 - Live

#### Raccolte
- 2009 - Layin' Down the Blues (Blues Bureau International)

### Pinnick Gales Pridgen

#### Album in studio
- 2013 - Pinnick Gales Pridgen (Magna Carta)
- 2014 - PGP2 (Magna Carta)

### The Gales Bros.

#### Album in studio
- 1996 - Left Hand Brand (House of Blues Records)